# Artemisiospiza

Artemisiospiza is een geslacht van vogels uit de familie van de  Amerikaanse gorzen). Het geslacht telt 2 soorten.

## Soorten
- Artemisiospiza belli – Bells gors
- Artemisiospiza nevadensis – Nevadagors